# Guillaume Farel

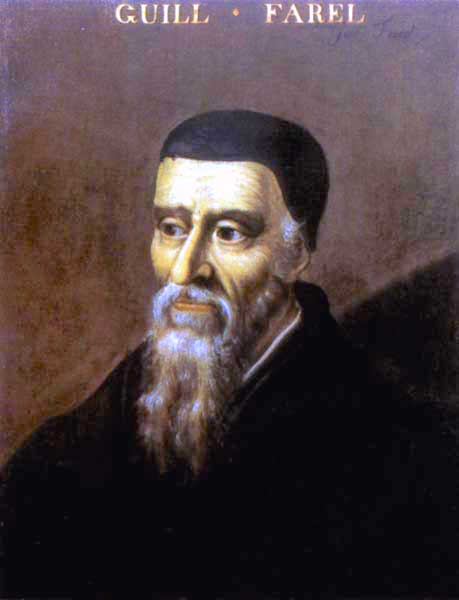
Guillaume Farel. Olieverf op hout, tweede helft van de 16e eeuw, Bibliothèque publique et universitaire, Genève.

Guillaume Farel (in het Nederlands ook Willem Farel; Gap, 1489 - Neuchâtel, 13 september 1565) was een Franse kerkgeleerde en calvinistische kerkhervormer. Farel was stichter van de Gereformeerde Kerk in de kantons van Neuchâtel, Bern, Genève en Vaud. Hij wordt vooral herinnerd als degene die Johannes Calvijn overreedde in Genève te blijven in 1536 en terug te keren naar die stad in 1541. Zij hadden zo'n grote invloed op het bestuur van Genève dat het Genève van die tijd een theocratie genoemd kan worden waar protestanten een veilig heenkomen vonden en niet-protestanten vervolgd werden.

## Geschiedenis
Farel was een gepassioneerde priester en een felle criticus van de Rooms-Katholieke Kerk. In het begin van de Reformatie in Frankrijk was Farel een leerling van de katholieke priester Jacques Lefèvre d'Étaples. Deze was een voorvechter voor veranderingen binnen de Katholieke Kerk. Samen met Lefèvre werd Farel lid van het Cenakel van Meaux, een groep evangelische humanisten bijeengebracht door de bisschop van Meaux, Guillaume Briçonnet. Tot deze groep behoorde onder meer Josse van Clichtove, Martial Mazurier, Gérard Roussel en François Vatable. De leden van de Cercle de Meaux hadden gemeen dat ze allen Bijbelstudie en een terugkeer naar de theologie van de vroege Kerk nastreefden. Tijdens zijn tijd in Meaux raakte Farel onder de invloed van de ideeën van Maarten Luther en begon deze te promoten. Nadat de Sorbonne zijn lutherse sympathieën afgekeurd had begon Farel te evangeliseren in de Dauphiné.
Als gevolg van een controverse over zijn geschriften tegen het gebruik van afbeeldingen tijdens christelijke erediensten moest Farel vluchten naar Zwitserland. In Zürich bracht Farel tijd door met Ulrich Zwingli en in Straatsburg met Martin Bucer. In 1530 haalde hij Neuchâtel over om zich aan te sluiten bij de Reformatie.
In 1532 vestigde Farel zich in Genève, waar hij dominee werd. Hij slaagde erin Calvijn naar Genève te halen, maar brak uiteindelijk met hem vanwege een meningsverschil over het Heilig Avondmaal. In 1538 werd Farel uit Genève verbannen en trok hij zich terug in Neuchâtel, waar hij de rest van zijn leven bleef.

## Theologische geschriften
- Le glaive de l'esprit
- La Sainte Cène du Seigneur

## Eerbetoon
De naam Guillaume Farel is gegeven aan 
- het Farel College in Amersfoort,
- het Farelcollege in Ridderkerk,
- de basisschool Willem Farel in Hoevelaken
- de basisschool Farel in Katwijk aan Zee.

- Biblioteca Nacional de España: XX921203
- Bibliothèque nationale de France: cb12510808g (data)
- Biografisch Portaal: 08900410
- CiNii: DA01775492
- Gemeinsame Normdatei: 118531948
- Historisch woordenboek van Zwitserland: 011113
- International Standard Name Identifier: 0000 0001 0654 6643
- Library of Congress Control Number: n83036355
- Nationale Bibliotheek van Tsjechië: jx20101115007
- Nationale bibliotheek van Australië: 35131679
- Nationale Bibliotheek van Israël: 987007261053305171
- Nederlandse Thesaurus van Auteursnamen: 068493916
- Réseau des bibliothèques de Suisse occidentale: 02-A003231368
- Istituto Centrale per il Catalogo Unico: UFIV040133
- LIBRIS: 332176
- SNAC: w6b28193
- Système universitaire de documentation: 034343458
- Trove: 836158
- Virtual International Authority File: 64111576
- WorldCat: E39PBJbCVBwBjwkBK9j9Qb4THC